# Blown Away (álbum)
Blown Away es el cuarto álbum de estudio de la cantante estadounidense Country Carrie Underwood. Fue lanzado en los Estados Unidos y en Canadá el 1 de mayo de 2012.
El álbum debutó en el número un en Billboard Hot 200 con una venta de 267,000 copias en su primera semana. Se convirtió en el segundo álbum con mayor cantidad de ventas del 2012. Con Blown Away llegando al número uno, Underwood se convirtió en la tercera artista femenina en lograr un número uno en Billboard Hot 200 con tres álbumes country, empatando con Linda Ronstadt y Faith Hill. Como sus tres álbumes previos, Blown Away debutó en la cima del Country Albums Chart, haciendo de Underwood la segunda artista femenina en lograr esto, junto con Miranda Lambert. El álbum permaneció en el número uno por 2 semanas en el Billboard 200, convirtiendo a Blown Away en el primer álbum de Underwood en pasar más de una semana en la cima.

## Antecedentes
Luego de Terminar su Play On Tour, Underwood se tomó su tiempo trabajando en Blown Away. Ella dijo que quería "cambiar las cosas", y que necesitaba dar un paso atrás de la "burbuja de las celebridades" para "tener una perspectiva nueva sobre qué escribir y qué cantar. 
Underwood declaró que su álbum contendrá un material completamente diferente al de sus anteriores trabajos. Ella dijo que "no intentaba impresionar a nadie con lo que ella podía hacer" y que ella "no le tiene que cantar a la luna en cada una de sus canciones" con este proyecto. Se dijo que el primer sencillo "Good Girl" sería la canción más movida del álbum, y que el resto de las canciones eran más "oscuras".
El álbum combina los sonidos del country con el pop, el rock y glam rock.

## Recepción

### Recepción de la crítica
Blown Away recibió críticas mayormente positivas de parte de los críticos. En Metacritic, el álbum recibió un promedio de 71/100, basado en 10 revisiones. Stephen Thomas Erlewine de Allmusic le dio una crítica positiva al álbum, dándole 4 estrellas de 5 y agregando: "naturalmente, este tipo de disco encaja perfectamente en una ex-estrella de American Idol, pero, aun así, este álbum repleto de nostalgia fue ejecutado con habilidad e inteligencia, ofreciendo una clase de baladas animadas, mezcladas con los ritmos country". Deborah Evans Price de Billboard alabó el álbum, diciendo: "Underwood entrega su álbum más "aventurero" hasta la fecha, topándose con muchos problemas emocionales, incluyendo abuso, infidelidad, venganza y rencor". Ian Ewing de Keepin' It Country le dio al álbum 9.5 estrellas de 10, e hizo énfasis en la canción que le dio título al álbum, diciendo: "Aunque no haya nada para marcar como una canción country, es una pieza increíble que no puedes evitar quedar impresionado". Jessica Nicholson de Country Weekly le dio al álbum 4 de 5 estrellas diciendo: "Este es simplemente el álbum más confiado e impresionante de Underwood hasta la fecha". The New York Times le dio una crítica positiva al álbum y dijo: "La señora Underwoood disfruta la venganza y la ira en su último álbum, y acompañado con una gran voz, encaja perfectamente en este trabajo. "Blown Away" es tan sólo su cuarto álbum, pero ya logró impresionarnos tanto que con estos 4 álbumes pasará a la historia como una de las más grandes artistas country de todos los tiempos. Su capacidad vocal y su agilidad para crear canciones tan complejas, nos recuerda a una versión joven de Martina McBride. Eric Allen de American Songwriter dio una crítica positiva, dándole 4 estrellas de 5 y dijo: Blown Away es una pieza de arte maduro que se consiguió con la mezcla de la elección de canciones y la poderosa voz de la cantante. Es más temático y unificado, dando como resultado al más grande esfuerzo de Underwood hasta la fecha.

## Lista de canciones
| N.º | Título                    | Escritor(es)                              | Duración |  |
| 1.  | «Good Girl»               | Underwood, Chris DeStefano, Ashley Gorley | 3:25     |  |
| 2.  | «Blown Away»              | Chris Tompkins, Josh Kear                 | 4:00     |  |
| 3.  | «Two Black Cadillacs»     | Underwood, Hillary Lindsey, Kear          | 4:58     |  |
| 4.  | «See You Again»           | Underwood, David Hodges, Lindsey          | 4:06     |  |
| 5.  | «Do You Think About Me»   | Cary Barlowe, Lindsey, Shane Stevens      | 3:37     |  |
| 6.  | «Forever Changed»         | Tom Douglas, James T. Slater, Lindsey     | 4:02     |  |
| 7.  | «Nobody Ever Told You»    | Underwood, Lindsey, Luke Laird            | 4:10     |  |
| 8.  | «One Way Ticket»          | Underwood, Laird, Kear,                   | 3:56     |  |
| 9.  | «Thank God for Hometowns» | Laird, Gorley, Lindsey                    | 4:01     |  |
| 10. | «Good in Goodbye»         | Underwood, Ryan Tedder, Lindsey           | 4:17     |  |
| 11. | «Leave Love Alone»        | Gordie Sampson, Troy Verges, Lindsey      | 3:19     |  |
| 12. | «Cupid's Got a Shotgun»   | Underwood, Tompkins, Kear                 | 3:43     |  |
| 13. | «Wine After Whiskey»      | Underwood, Tom Shapiro, Dave Berg         | 3:51     |  |
| 14. | «Who Are You»             | Robert John "Mutt" Lange                  | 3:55     |  |

| UK bonus tracks |                         |                                       |          |  |
| N.º             | Título                  | Escritor(es)                          | Duración |  |
| 15.             | «Cowboy Casanova»       | Underwood, Mike Elizondo, Brett James | 3:56     |  |
| 16.             | «Before He Cheats»      | Tompkins, Kear                        | 3:19     |  |
| 17.             | «Last Name»             | Underwood, Laird, Lindsey             | 4:01     |  |
| 18.             | «Jesus, Take The Wheel» | James, Lindsey, Sampson               | 3:46     |  |

## Posicionamiento en las listas

### Álbum
| Listas (2012)                        | Mejor posición |
| ------------------------------------ | -------------- |
| Australian ARIA Albums Chart         | 4              |
| Australian ARIA Country Albums Chart | 1              |
| Canadian Albums Chart                | 1              |
| Canadian Country Albums Chart        | 1              |
| Irish Albums Chart                   | 26             |
| New Zealand Albums Chart             | 22             |
| UK Albums Chart                      | 11             |
| UK Country Artist Albums Chart       | 1              |
| US Billboard 200                     | 1              |
| US Billboard Top Country Albums      | 1              |

### Sencillos
| Año  | Sencillo     | Posiciones | Posiciones | Posiciones | Posiciones | Posiciones |
| Año  | Sencillo     | US Country | US         | US Adult   | CAN        | UK         |
| ---- | ------------ | ---------- | ---------- | ---------- | ---------- | ---------- |
| 2012 | "Good Girl"  | 1          | 18         | 20         | 21         | -          |
| 2012 | "Blown Away" | 17         | 30         | -          | 41         | 155        |